# Eliza Pollock
Lida Peyton "Eliza" Pollock (født 24. oktober 1840, død 25. maj 1919) var en amerikansk bueskytte, som deltog i OL 1904 i St. Louis.

## Sportskarriere
Pollock stillede op for Cincinnati Archers, hvor hun i mange år stod i skyggen af sin holdkammerat, Lida Howell. Således blev hun aldrig amerikansk mester og fik blot ét mesterskab, for Ohio i 1887. 
Hun deltog i tre konkurrencer ved OL 1904 i St. Louis, der alle kun havde deltagelse af amerikanske bueskytter. Først stillede hun op i den såkaldte dobbelte Columbia runde, hvor hun blev nummer tre med 124 point, mens Lida Howell vandt med 141 point og Emma Cooke blev toer med 126 point. Derpå stillede hun i den såkaldte dobbelte nationale runde, hvor resultatet blev det samme: Howell vandt sikkert foran Cooke og Pollock. Endelig stillede hun op i holdkonkurrencen, men man kan diskutere validiteten af denne konkurrence, hvor kun ét hold deltog: Cincinnati Archers. Ifølge sportshistorikerne blev konkurrencen dog afholdt (deltagerne skød i hvert fald én omgang hver), og den fungerede i øvrigt samtidig som amerikanske mesterskaber. Sammen med Lida Howell, Emily Woodruff og Leonie Taylor blev hun derfor olympisk mester i denne disciplin.